# Kremen1
La protéine Kremen1 est un récepteur transmembranaire à dépendance qui accepte comme ligand les protéines Dickkopf (DKK), DKK1, DKK2, DKK3, DKK4, EpCAM (en) et  R-spondin 1 (en). Kremen1 est conservée au sein des chordés, y compris l’amphioxus et la plupart des vertébrés.

## Fonction
Kremen1 coopère avec DKK1 pour bloquer la voie de signalisation Wnt qui tient un rôle clé dans l’embryogenèse et l’homéostasie des tissus adultes.         
Kremen1 est également capable de déclencher la mort cellulaire par apoptose. Cette activité dépend de l’absence du ligand DKK1. La régulation de cette activité joue donc un rôle dans la survie des cellules, notamment les cancéreuses.
Chez l’homme, le gène KREMEN1 est situé sur le chromosome 22 (locus 22q12.1). Un épissage alternatif aboutit à des isoformes distinctes. Les protéines encodées contiennent des domaines kringle, WSC et CUB. Les souris knock-out exemptes de ce gène et de son paralogue Kremen2 sont viables et fertiles.